# Râul Corni, Micota
Râul Corni este un curs de apă, afluent al râului Micota din județul Caraș-Severin

## Hărți
- Harta Munții Poiana Rusca  Arhivat în 12 martie 2010, la Wayback Machine.
- Harta Județului Caraș-Severin